# 人魚 〜コトバ・アツク・アツク〜
『人魚 〜コトバ・アツク・アツク〜』はTUGUMI×annzのシングルである。

## 概要
- ボーカル&ギターのTUGUMIを全面的に宣伝する手法であり、インディーズでの発売である。
- ユメミドとDIAMONDはCD前にセカンドライフ内で発表した作品である。

## 収録曲
1. SE（annz）
2. 人魚 ～コトバ アツク アツク～（TSUGUMI × annz）
3. ユメミドリ（annz）
4. DIAMOND（annz）
5. 人魚 ～コトバ アツク アツク～（カラオケ）
6. DIAMOND（カラオケ）